# Lifesigns (band)
Lifesigns is een Britse rockband, die beweegt in de niche van de progressieve rock.
Initiatiefnemers van Lifesigns waren John Young en geluidstechnicus Steve Rispin, zij vormden sinds 2008 de basis van de band waarbij Rispin een soortgelijke functie heeft van George Martin bij The Beatles, vijfde bandlid. Rispin is niet alleen de technicus bij opnamen, maar ook bij het geluid tijdens optredens.
Young speelde bij en/of met Bonnie Tyler, Scorpions, Greenslade, Qango (samenwerking met John Wetton en Carl Palmer) en Asia. Rispin en hjj verzamelden vanaf 2010 de andere leden om hun heen:
- Nick Beggs- basgitaar uit de band rondom Steve Hackett
- Martin Beedle- drummer uit de band Cutting Crew

Het duurde relatief lang voordat het debuutalbum volgde; het is dan 2013. De band nam dat album op zonder vaste gitarist, doordat Young en Beggs in tal van samenwerkingsverbanden speelden konden ze kiezen uit topmusici waaronder diezelfde Hackett, maar bijvoorbeeld ook Thijs van Leer. Tijdens de promotietournee kon Beggs niet van de partij zijn (verplichtingen bij Hackett) en werd vervangen door Jon Poole. Als gitarist kwam Niko Tsonev uit de band rondom Steven Wilson de band versterken. Tsonev zou nog voor het tweede studioalbum weer vertrekken, maar speelde wel mee tijdens de concerten van “Cruise to the edge” (concerten op schepen; ze zouden ook meespelen tijdens de versies 2015, 2018 en 2019). Van die 2014-tournee verschenen opnamen via de Dvd Under the bridge – Live in London, opgenomen in januari 2015, waarop al enkele nieuwe nummers te horen waren.
Het verlies werd opgevangen door de komst van multi-instrumentalist Dave Bainbridge; hij was gitarist en deels ook toetsenist bij Iona en Strawbs. In 2020 legde Beedle het bijltje erbij neer (hij kon zich onvoldoende toewijden aan Lifesings) voor de opnamen van het derde album en werd op 12 juni vervangen door de Zweedse drummer Zoltan Csörsz, die onder andere speelde bij The Flower Kings. 
Het eerste album werd nog uitgegeven via een regulier platenlabel, voor het tweede album was voorfinanciering van fans noodzakelijk. Er werd voldoende geld bijeengebracht voor het album Cardington, waarbij ook weer gastmusici werden ingeschakeld.  

## Discografie
- 2013: Lifesigns (cd)
- 2015: Under the bridge – Live in London (dvd)
- 2017: Cardington (cd)
- 2021: Altitude (cd)
- 2023: Live in the Netherlands (cd2)